# София Елеонора Саксонска
София Елеонора Саксонска (на немски: Sophie Eleonore von Sachsen, * 23 ноември 1609 в Дрезден, † 2 юни 1671 в Дармщат) от рода на Албертинските Ветини е принцеса на Саксония и чрез женитба ландграфиня на Хесен-Дармщат.
Тя е дъщеря на курфюрст Йохан Георг I от Саксония (1585 – 1656) и втората му съпруга Магдалена Сибила от Прусия (1587 – 1659), дъщеря на херцог Албрехт Фридрих от Прусия и Мария Елеонора от Юлих-Клеве-Берг.
София Елеонора се омъжва на 1 юли 1627 г. през началото на Тридесетгодишната война в дворец Торгау за ландграф Георг II от Хесен-Дармщат (1605 – 1661).
Те имат децата:
- Лудвиг VI (1630 – 1678), ландграф на Хесен-Дармщат
- Магдалена Сибила (1631 – 1651)
- Георг (1632 – 1676), ландграф на Хесен-Итер
- София Елеонора (1634 – 1663)

∞ 1650 ландграф Вилхелм Христоф фон Хесен-Хомбург (1625 – 1681)
- Елизабет Амалия (1635 – 1709)

∞ 1653 курфюрст Филип Вилхелм фон Пфалц-Нойбург (1615 – 1690)
- Луиза Христина (1636 – 1697)

∞ 1665 граф Христоф Лудвиг I фон Щолберг (1634 – 1704)
- Анна Мария (*/† 1637)
- Анна София (1638 – 1683), абатиса на Кведлинбург (1681 – 1683)
- Амалия Юлиана (*/† 1639)
- Хенриета Доротея (1641 – 1672)

∞ 1667 граф Йохан II фон Валдек-Пирмонт (1623 – 1668)
- Йохан (*/† 1643)
- Августа Филипина (1643 – 1672)
- Агнес (*/† 1645)
- Мария Хедвиг (1647 – 1680)

∞ 1671 херцог Бернхард I фон Саксония-Майнинген